# Marché du porc breton
Le Marché du Porc Breton, situé à Plérin en Bretagne, est un marché où le prix du porc est fixé pour le reste de la France. 18 % de la production française de porc passe par le marché, il sert de référence pour toute la France.

## Crise du porc français de 2015
En 2015, Cooperl Arc Atlantique et le Groupe Bigard, les deux producteurs de porcs les plus importants de France, refusent de participer au marché. Ils considèrent que le prix est trop élevé par rapport au prix d’autres pays européens comme l’Allemagne. Le prix fixé par le Marché du Porc Breton qui fonctionne selon un système de marché au cadran, est de 1,40 euro par kilogramme soit 38 centimes de plus que le prix néerlandais.